# Експедитор (господарські відносини)
Експедитор (транспортний експедитор) — суб'єкт господарювання , який організовує перевезення для фізичних або юридичних осіб за договором транспортного експедирування. Експедитори укладають договір із перевізником або часто з декількома перевізниками для перевезення товарів з однієї країни до іншої. Експедитор не переміщає товари, а виступає як експерт у логістичній мережі. Перевізники можуть використовувати різні способи доставки, включаючи кораблі, літаки, вантажівки та залізниці, і часто використовують кілька способів для одного перевезення. Наприклад, експедитор може організувати доставку вантажу із заводу в аеропорт на вантажівці, доставити його літаком до міста призначення, а потім перевезти з аеропорту до будівлі клієнта на іншій вантажівці.
Міжнародні експедитори зазвичай займаються міжнародними перевезеннями та мають додатковий досвід у підготовці та обробці митної документації та виконанні дій, пов'язаних з міжнародними перевезеннями. Інформація, що зазвичай розглядається експедитором, включає комерційний рахунок-фактуру, експортну декларацію вантажовідправника, коносамент та інші документи, необхідні перевізником або країною експорту, імпорту та/або перевантаження.

## Історія
Є офіційні підтвердження того, що такий вид діяльності зародився разом із зовнішньою торгівлею. Згадки про це зустрічаються у документах XI–XII ст. У XV-XVI ст.. Саме у цей період професія отримала потужний поштовх розвитку, оскільки торгівля процвітала. Саме тоді стали з'являтися цілі експедиційні компанії. Про це є офіційні документальні записи. Початкова функція експедитора полягала у організації перевезення шляхом укладання договорів із різними перевізниками. До обов'язків експедитора входило консультування щодо документації та митних вимог у країні призначення. Його агент-кореспондент за кордоном доглядав за товарами своїх клієнтів та інформував його про питання, які могли вплинути на рух товарів.
Одним з перших експедиторів була компанія Thomas Meadows and Company Limited з Лондона, Англія, заснована в 1836 році. Поширення транспорту і пароплавів створили попит на галузь експедирування вантажів, що зароджувалась на той час, а розвиток торгівлі між Європою та Північною Америкою, створював додатковий попит. Першими міжнародними експедиторами були шинкарі в Лондоні, які зберігали та пересилали особисті речі постояльців своїх готелів.
В Україні 24 вересня 1994 р. було засноване професійне добровільне некомерційне об'єднання міжнародних експедиторів.

## Етимологія
В Україні слово "Експедитор" судячи з наголосу та вимови було запозичено із західноєвропейських мов, зокрема, від французького слова "expediteur" (відправник), від голландського "ekspeditie" (експедиція), німецького "expedition" (доручення),  та латинського - "expedire" (супроводжувати), що цілком відповідає назві спеціальності. Час запозичення – XVIII ст. Також існує версія, згідно з якою слово прийшло в українську мову з польської мови, що, втім, є малоймовірним. У сучасній українській мові слово має кілька значень: 1) особа, яка відправляє товари за місцем їх призначення; 2) особа, яка бере на себе перевезення товарів; 3) чиновник, завідувач відправлення чогось, наприклад поштової кореспонденції. У першому і третьому значенні слово вживається досить давно, на початку XVIII. Похідні: експедиція, експедиційний.

## Сучасне використання
У наш час спеціальність не втратила актуальності, скоріше навпаки. Відкриваються нові торгові та транспортні фірми, діяльність яких передбачає обов'язкову наявність у штаті експедитора. Він працює або як внутрішній перевізник, або іншим чином із відповідним агентом за кордоном або зі своєю власною філією. В одній угоді експедитор може діяти як перевізник (принципал) або агент для свого клієнта, або й те, й інше. Для організації перевезень експедитори використовують судноплавні та авіакомпанії, операторів залізничних та автомобільних перевезень. У деяких випадках транспортно-експедиційні компанії використовують власні транспортні засоби.

### Функціональні обов'язки сучасної експедиторської компанії
● досліджують і планують найбільш вигідний маршрут для перевезення, враховуючи особливості характеру вантажу (небезпечний або швидкопсувний), його вартість, час у дорозі та безпеку перевезення;
● забезпечують відповідне маркування та упаковку товарів з урахуванням клімату, рельєфу місцевості, ваги, а також доставки та складування товарів у місцях їх кінцевого призначення;
● ведуть переговори та укладають контракти на перевезення та обробку вантажів;
● отримують, перевіряють та готують всю експортну документацію, необхідну, для дотримання митних та страхових вимог, а також для дотримання правил податкових режимів зарубіжних країн;
● організовують послуги з консолідації вантажів, що відправляються повітряним, морським та автомобільним транспортом. При цьому забезпечують найкращі економічно ефективні та безпечні рішення для дрібних відправників вантажів, у яких немає достатнього обсягу вантажів, щоб зафрахтувати власний контейнер або вагон;
● контролюють роботу операторів, які забезпечують переміщення товарів (автомобільним, залізничним, повітряним або морським транспортом) відповідно до вимог клієнтів;
● оформляють страховку та пропонують допомогу у претензійній роботі;
● пропонують застосування різноманітного програмного забезпечення та спеціалізованих ІТ-рішень, призначених для електронного обміну даними (EDI);
● проводять оплати зборів, мит та інших платежів від імені клієнтів;
● використовують різні інтернет рішення та супутникові технології, для відстеження переміщення вантажів у режимі реального часу;
● організовують термінову доставку дорогих та особливо важливих вантажів авіа транспортом та забезпечують кур'єрську доставку від дверей до дверей;
● організують чартерні перевезення, для великих обсягів нестандартних вантажів, що перевозяться повітрям або морем;
● виступають посередниками при оформленні імпорту та експорту вантажів у всьому світі, щоб захистити своїх клієнтів від складних та специфічних митних процедур;
● вживають спеціальних заходів для організації складних перевезень: худоби, продуктів харчування та медичних препаратів;
● безперервно співпрацюють і постійно перебувають на прямому зв'язку зі своїми клієнтами та всіма сервісними сторонніми організаціями, залученими до процесу доставки товарів, з метою безперебійного постачання у встановлені терміни;
● підтримують зв'язок та здійснюють контроль на всіх етапах пересування товарів, включаючи підготовку управлінських та статистичних звітів, а також аналіз питомих витрат;
● супроводжують клієнтів на всьому шляху руху їх товарів, консультують з питань митного законодавства, міжнародного законодавства, забезпечують своїх клієнтів всією необхідною інформацією про політичну, економічну, екологічну ситуацію та інші ключові фактори, які можуть вплинути на перевезення вантажів.
Фактично експедитори або транспортно-експедиторські компанії, залежно від рівня своєї компетентності, займаються управлінням або транспортною логістикою або управлінням логістикою та ЗЕД клієнта одночасно.

### Плюси та мінуси професії транспортний експедитор
Позитивними моментами у цій професії можна вважати таке: затребуваність та актуальність; високий рівень заробітної плати. До мінусів професії необхідно віднести: складності із тривалим перебуванням за кермом транспортного засобу; часті стресові та конфліктні ситуації.

## Логістичні проблеми для експедиторів

### Складність митного регулювання
Експедитори працюють в складному регуляторному середовищі. Кожна країна має свої митні закони та правила, які можуть часто змінюватися, створюючи проблему для експедиторів забезпечити повну відповідність товарів через кордони. Помилки в митній документації можуть призвести до дорогих затримок і штрафів, тому експедиторам важливо постійно інформувати себе про останні оновлення нормативних актів.

### Управління ризиками та безпека
Безпека вантажів є основною проблемою для експедиторів. Вони стикаються з такими ризиками, як крадіжка, пошкодження, пошкодження, пов'язані з погодою, і навіть загрози, пов'язані з тероризмом. Забезпечення безпеки товарів протягом усього процесу транспортування вимагає ретельного планування, міцних партнерських відносин з надійними постачальниками транспортних послуг та використання передових технологій відстеження та безпеки.

### Тиск на терміни доставки
Клієнти вимагають скорочення і скорочення термінів доставки, що чинить значний тиск на експедиторів. Їм необхідно оптимізувати маршрути, види транспорту і точки входу, щоб мінімізувати затримки і забезпечити своєчасну доставку вантажів. Ефективне управління термінами доставки є ключовим фактором задоволеності клієнтів та конкурентоспроможності на ринку.

### Зворотна логістика та сталий розвиток
Управління зворотною логістикою - ще один виклик для експедиторів. Це потрібно для управління поверненням товарів, наприклад, у разі повернення клієнтів, дефектних товарів або надлишкових запасів. Зворотна логістика вимагає ретельного планування для мінімізації витрат і зниження впливу на навколишнє середовище. Все частіше стійкість стає важливою проблемою в логістичному секторі, змушуючи експедиторів шукати більш екологічні рішення та просувати екологічно чисті практики.

### Використання технологій та автоматизація
Зіткнувшись з цими проблемами, експедитори повинні покладатися на технологічні досягнення та автоматизацію для підвищення своєї операційної ефективності. Системи транспортування та управління складами (TMS та WMS) забезпечують краще планування, відстеження в режимі реального часу та більш ефективне управління запасами. Крім того, штучний інтелект і машинне навчання можна використовувати для аналізу даних і оптимізації логістичних процесів.

Дійсно, хоча логістичні проблеми, з якими стикаються експедитори, численні та складні, існують перевірені методи їх ефективного запобігання та подолання. Наприклад, інвестування в найсучасніші технології, такі як системи транспортування та управління складами (TMS та WMS), дозволяє експедиторам краще планувати свою діяльність, оптимізувати маршрути та відстежувати товари в режимі реального часу, знижуючи ризик затримок та збоїв.
По-друге, експедитори повинні побудувати міцні партнерські відносини з надійними постачальниками транспортних послуг і вжити надійних заходів безпеки для запобігання ризикам безпеки вантажів.

Безперечно, що експедитори повинні бути готові зіткнутися з низкою складних логістичних завдань для забезпечення успішних міжнародних перевезень вантажів. Зіткнувшись зі складністю митних правил, ризиками та безпекою товарів, зростаючим тиском на терміни доставки, управлінням зворотною логістикою та імперативом стійкості, експедитори повинні продемонструвати досвід та ноу-хау для забезпечення безперебійного та ефективного управління операціями. 
Таким чином, клієнти, які бажають делегувати свою роботу експедитору, повинні пам'ятати про репутацію та досвід останнього в цьому секторі. Забезпечення того, щоб експедитор знав свій бізнес навиворіт, був в курсі останніх нормативних оновлень, мав необхідні технології та автоматизацію, є ключем до побудови міцного та успішного партнерства в міжнародній логістиці. Довіряючи свої товари компетентним професіоналам, клієнти можуть отримати вигоду від плавного управління ланцюгами поставок і підвищеного задоволення від власних кінцевих клієнтів.

## Юридичні аспекти
Міжнародні експедитори, звичайні перевізники, що не працюють на судах (NVOCC), та митні брокери часто стягують плату за передачу документів іншій транспортній компанії у пункті призначення. Цей збір є частиною морських фрахтових зборів, що сплачуються імпортером у порту розвантаження відповідно до міжнародних комерційних умов FOB та експортером у пункті відправлення відповідно до CFR (вартість та фрахт), CIF (вартість, страхування та фрахт) та DDP (вартість транспортування від заводу до порту доставки, митне оформлення в порту доставки, фрахт, митне оформлення в порту розвантаження, транспортування від порту розвантаження до заводу-імпортера). Цей збір відокремлений від зборів за документацію, що стягуються перевізниками та NVOCC як частина фрахтових зборів за коносаментом, та відокремлений від інших зборів за підготовку документів або видачу вантажу.

### Договір транспортного експедирування
Договір укладається у письмовій формі. Істотними умовами договору транспортного експедирування є:
- відомості про сторони договору:
  1. для юридичних осіб — резидентів України: найменування, місцезнаходження та ідентифікаційний код в Єдиному державному реєстрі підприємств та організацій України;
  2. для юридичних осіб — нерезидентів України: найменування, місцезнаходження та державу, де зареєстровано особу;
  3. для фізичних осіб — громадян України: прізвище, ім'я, по батькові, місце проживання із зазначенням адреси та індивідуальний ідентифікаційний номер у Державному реєстрі фізичних осіб — платників податків та інших обов'язкових платежів;
  4. для фізичних осіб — іноземців, осіб без громадянства: прізвище, ім'я, по батькові (за наявності), адресу місця проживання за межами України;
- вид послуги експедитора;
- вид та найменування вантажу;
- права, обов'язки сторін;
- відповідальність сторін, у тому числі в разі завдання шкоди внаслідок дії непереборної сили;
- розмір плати експедитору;
- порядок розрахунків;
- пункти відправлення та призначення вантажу;
- порядок погодження змін маршруту, виду транспорту, вказівок клієнта;
- строк (термін) виконання договору;
- а також усі ті умови, щодо яких за заявою хоча б однієї із сторін має бути досягнуто згоди[2].